# Birgitta Lund
Pour les articles homonymes, voir Lund.
Birgitta Lund (née en 1964) est une photographe danoise.

## Publications
- In Transit, Actes Sud, 2005, 94 p. (ISBN 9782742756162)

## Collections
- Bibliothèque nationale de France
- fondation HSBC pour la photographie, Paris, France
- Musée de l'art photographique, Odense, Danemark
- Centre de la photographie, Woodstock, États-Unis

## Prix et récompenses
- 2005, lauréate de la fondation HSBC pour la photographie.
  - Elle a été récompensée pour un travail intitulé In Transit, voyage personnel des États-Unis vers l’Europe et représentation de l’espace temporel marquée par les événements géopolitiques de ces dernières années.
- 2006, 2007, The Danish Arts Council, Copenhague, Danemark